# Adrian Sikora (futbolista)
Adrian Sikora (nacido el 19 de marzo de 1980 en Ustroń), es un futbolista polaco, juega de delantero, su equipo es el Kuźnia Ustroń.
En la primera liga polaca ha marcado 56 goles en 135 partidos. En la selección polaca ha jugado dos partidos y ha marcado un gol. Con su club anterior, el Dyskobolia Grodzisk Wielkopolski, ganó la Copa de Polonia en 2005 y 2007.

## Clubes
| Club                       | Temporada | Categoría                        | Partidos | Goles |
| -------------------------- | --------- | -------------------------------- | -------- | ----- |
| Górnik Zabrze              | 2002-2003 | Liga Polaca                      | 13       | 6     |
| Górnik Zabrze              | 2003-2004 | Liga Polaca                      | 13       | 4     |
| Dyskobolia                 | 2003-2004 | Liga Polaca                      | 12       | 6     |
| Dyskobolia                 | 2004-2005 | Liga Polaca                      | 15       | 7     |
| Dyskobolia                 | 2005-2006 | Liga Polaca                      | 26       | 5     |
| Dyskobolia                 | 2006-2007 | Liga Polaca                      | 29       | 12    |
| Dyskobolia                 | 2007-2008 | Liga Polaca                      | 27       | 16    |
| Real Murcia                | 2008-2009 | Segunda División                 | 25       | 1     |
| APOEL FC                   | 2009-2011 | Liga de Chipre                   | 3        | 2     |
| Podbeskidzie Bielsko-Biała | 2011-2012 | Liga Polaca                      | 14       | 0     |
| Piast Gliwice              | 2012-2013 | Liga Polaca                      | 9        | 1     |
| Nadwiślan Góra             | 2013      | III Liga (Polonia)               | 10       | 2     |
| Kuźnia Ustroń              | 2013      | Liga okręgowa (Polonia) "V Liga" | ?        | ?     |

## Palmarés

### Campeonatos nacionales
| Título              | Club       | Año       |
| ------------------- | ---------- | --------- |
| Copa de Polonia     | Dyskobolia | 2004-2005 |
| Copa de Polonia     | Dyskobolia | 2006-2007 |
| Copa de la Liga     | Dyskobolia | 2007      |
| Copa de la Liga     | Dyskobolia | 2008      |
| Supercopa de Chipre | APOEL FC   | 2009      |